# HD 176051
HD 176051 is een tweevoudige ster in het sterrenbeeld Lier met magnitude van +5,22 en met een spectraalklasse van F9.V en G. De ster bevindt zich 48,5 lichtjaar van de zon.
Het is een spectroscopische dubbelster met een omlooptijd van 61,4 jaar.
Er is een exoplaneet (b) van 1,5/2,26 jupitermassa met een omlooptijd van 1016 dagen op een afstand van 1,76/2,02 AU gevonden in het systeem. Het is echter niet bevestigt rond welke component de planeet draait.